# 2,2′-Methylenbis(4-methyl-6-tert-butylphenol)
2,2′-Methylenbis(4-methyl-6-tert-butylphenol) ist ein Antioxidans aus der Gruppe der Bisphenole. Es stabilisiert als Alterungsschutzmittel Elastomere, Gummi, Farben und Polymere.

## Sicherheitshinweise/Toxikologie
2,2′-Methylenbis(4-methyl-6-tert-butylphenol) wurde 2016 von der EU gemäß der Verordnung (EG) Nr. 1907/2006 (REACH) im Rahmen der Stoffbewertung in den fortlaufenden Aktionsplan der Gemeinschaft (CoRAP) aufgenommen. Hierbei werden die Auswirkungen des Stoffs auf die menschliche Gesundheit bzw. die Umwelt neu bewertet und ggf. Folgemaßnahmen eingeleitet. Ursächlich für die Aufnahme von 2,2′-Methylenbis(4-methyl-6-tert-butylphenol) waren die Besorgnisse bezüglich der möglichen Gefahr durch reproduktionstoxische Eigenschaften sowie als potentieller endokriner Disruptor. Die Neubewertung fand ab 2016 statt und wurde von Dänemark durchgeführt. Anschließend wurde ein Abschlussbericht veröffentlicht.